# Kenneth Kennedy
Kenneth George Kennedy (6 septembre 1913 – 20 août 1985) est le premier sportif australien de l'histoire à participer à des Jeux olympiques d'hiver, en patinage de vitesse. Né à Sydney, il a aussi été un joueur de hockey sur glace.